# S-Bahn Salzburg
S-Bahn Salzburg – sieć kolei miejskiej (S-Bahn) w Salzburgu, obsługująca Euroregion Salzburg – Berchtesgadener Land – Traunstein. Sieć S-Bahn istnieje od 2004, do 2014 planuje się rozbudowę sieci.

## Linki zewnętrzne

sieć S-Bahn Salzburg

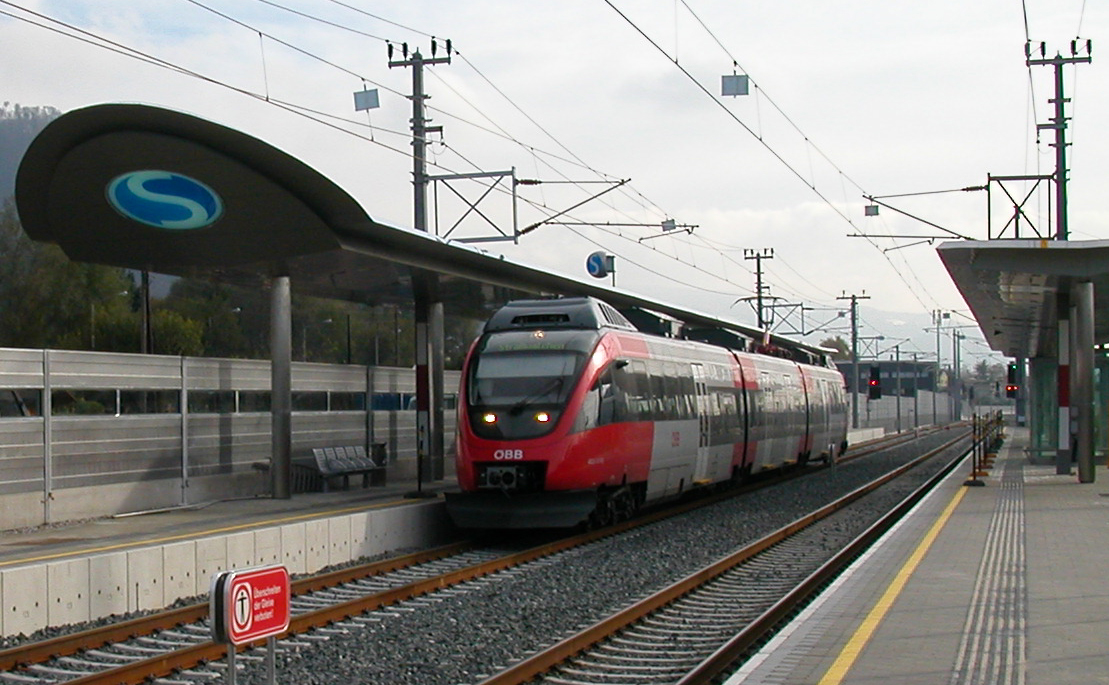
Pociąg S-Bahn Salzburg